# إلدرلي إدج (تشيشير)
الدرلي ادج (تشيشير) (بالإنجليزية: Alderley Edge)‏ هي قرية و أبرشية مدنية تقع في المملكة المتحدة في إنجلترا.  يقدر عدد سكانها بـ 4,638 نسمة .

## أعلام
- هاري بورغس
- ستان بيرسون